# Мухаммад Алі-шах
Мухаммад Алі-шах (урду محمّد علی شاہ, гінді मुहम्मद अली शाह; 1777 — 7 травня 1842) — третій падишах Ауду від липня 1837 до початку травня 1842 року.

## Життєпис
Був сином Саадата Алі-хана II, братом Газі-ад-діна Гайдар-шаха і дядьком свого попередника Насіра-ад-діна Гайдар-шаха. Залежність ауду від Британської Ост-Індської компанії ще більше посилилася.  Збудував храм Харра у Кербелі.
Помер 1842 року. Йому спадкував син Амджад Алі-шах.